# حقوق الإنسان في العراق ما قبل صدام
لم تطبق حقوق الإنسان في العراق ما قبل صدام بالشكل الذي طبّقت فيه في ظل الأنظمة المختلفة التي حكمت البلاد، إلا أن انتهاكات حقوق الإنسان في البلاد سبقت عهد صدام حسين.

## 1850 إلى 1920
كتب المؤرخ الآشوري إيدن نابي عن «التاريخ المرير» الذي جمع بين الآشوريين والأكراد، وذلك لقيام زعماء القبائل الكردية في العراق وجنوب شرق تركيا وشمال شرق سوريا وشمال غرب إيران بمهاجمة ونهب القبائل المسيحية بشكل مستمر. كان الأكراد خلال الحرب العالمية الأولى «مسؤولين عن معظم الأعمال الوحشية التي ارتكبت بحق الآشوريين خصوصاً، ويعود السبب في ذلك إلى تجاورهم وتقاليدهم القديمة التي تصوّر حق الأكراد في نهب المسيحيين الآشوريين ونقل النساء والبضائع»، كما كان «التوسع الكردي على حساب الآشوريين». اغتال أحد الزعماء الأكراد برفقة قبيلته بطريرك كنيسة الشرق خلال عشاء تفاوضي في عام 1918. تعرف كردستان العراق باستقبالها لأكثر من 200,000 لاجئ مسيحي ونازح داخلي كانوا قد فرّوا من المناطق العربية بين عامي 2010 و2016. كما يعرف عن ضباط الأمن والسلطات التابعة لقبيلة البارزاني وحزبه السياسي (الحزب الديمقراطي الكردستاني) الإساءة في معاملة بعض المسيحيين والنازحين داخلياً بشكل متكرر، وذلك لأنهم غير موالين له «بالقدر الكافي».
بدءاً من منتصف القرن التاسع عشر، «نفذّ الأكراد مذابحاً عديدة بحق النسطوريين (اتباع المعتقد الديني النسطوري)، لتبلغ هذه المجازر ذروتها بين عامي 1915 و1918 بعد قتل نحو نصف النسطوريين وبطريركهم مار شمعون التاسع عشر في إبادة جماعية مشابهة لمذبحة الأرمن». نهب الأكراد دير الربان هرمزد ودير مار متي المهمين مرات عديدة، كما دمر الأتراك والأكراد المكتبات النسطورية على مر القرون. قتل الأكراد الآلاف من النساء والرجال، كما قطعوا آذان الموتى وأرسلوهم إلى بدر خان وأرسلوا النساء الشابات لبيعهنّ كعبيد. إضافة إلى ذلك، استولى الأكراد بالقوة على الكنائس والأديرة واختطفوا العذارى والعرائس والنساء وأجبروهنّ على اعتناق الإسلام. والجدير بالملاحظة هو أولى الإبادات الجماعية التي قام بها الأتراك والأكراد بين عامي 1894 و 1896 وبين عامي 1915 و1918. اغتال الكردي الأغا سمكو البطريرك مار شمعون الحادي والعشرين بنيامن.

## الاحتلال البريطاني للعراق (1920-1932)
في عشرينيات القرن الماضي وبعد حصول بريطانيا على تفويض من عصبة الأمم (التي سبقت الأمم المتحدة)، استخدمت قوات الاحتلال البريطاني بقيادة أرثر هاريس غاز الخردل والقنبلة متأخرة الفعل لقمع المقاومة العراقية للحكم البريطاني ما أدى إلى وقوع العديد من الضحايا المدنيين.

## الملكية الهاشمية (1932-1958)
وصفت الملكية الهاشمية التي استولت على العراق بعد البريطانيين على أنها قاصرة من حيث حقوق الإنسان، إلا أنها أفضل من الأنظمة اللاحقة بكثير:
«بعد بناء العراق كمملكة مستقلة في عام 1931، سعت الملكية إلى الحفاظ على الوضع الراهن للهيمنة السنّية، وهو الأمر الذي أثار الصراع بين العرب السنّة المترسخين وعدة أقليات (مثل الآشوريين والأكراد). وعلى الرغم من ذلك، سعى النظام الملكي إلى الحلول والتسويات وبعض أشكال الانتخابات والتعبير الديمقراطي». تمكّن النظام من «القيادة بأقل درجة ممكنة من القمع والإكراه»، وذلك لأن شرعيته مستمدّة من تاريخه في شبه الجزيرة العربية وخبرته الطويلة في القيادة وقدرته على العمل مع البريطانيين.
أثّر رؤساء الوزراء (الذين كانوا في وقت آخر قادةً للانقلاب العسكري) بشكل كبير خلال عهد الملكية، حيث تفاوتت الحقوق المدنية في نقاط مختلفة. وفقاً لتاريخ مكتبة الكونغرس الأمريكي في العراق:
في عام 1952، أدّى تفاقم الوضع الاقتصادي المتدهور بسبب الحصاد السيئ ورفض الحكومة القيام بانتخابات بشكل مباشر إلى احتجاجات واسعة النطاق ضد النظام، كما أصبحت هذه الاحتجاجات عنيفة في بغداد بشكل خاص. رداً على ذلك، أعلنت الحكومة فرض الأحكام العرفية فحظرت جميع الأحزاب السياسية وعلّقت بعض الصحف وفرضت حظراً للتجول. بيّن الحجم الهائل للاحتجاجات مدى استياء الشعب من النظام. أما الطبقة الوسطى التي نمت بشكل ملحوظ نتيجة لنظام التعليم الموسّع للملكية فانعزلت عن النظام أكثر وأكثر، وذلك بسبب عجزها عن كسب دخل يتناسب مع وضعها. كما ساهمت سياسات نوري السعيد الاستبدادية في إبعاد الطبقة الوسطى وخصوصاً الجيش نتيجة لعدم تسامحه مع المعارضة ومعاملته القاسية للمعارضة السياسية، وبذلك أصبحت المعارضة أكثر ثورية.

## ما بين الملكية وصدام حسين (1958-1969)
في العقد الذي تلا الإطاحة بالنظام الملكي العراقي في عام 1958، حكمت العديد من الأنظمة البلاد وكان كل منها مسؤولًا عن معاملة الحكومة لمواطنيها وحمايتهم، استمر الأمر حتى انقلاب عام 1968 الذي أوصل حزب البعث إلى السلطة مع صدام حسين بصفته أحد قادة الانقلاب:
- الحكومة العسكرية بقيادة عبد الكريم قاسم و«الضباط الأحرار» (1958-1963).
- النظام الأول لحزب البعث العربي الاشتراكي (فبراير- نوفمبر 1963).
- حكومات الإخوان عارف وعبد الرحمن البزاز (1963- 1968).

بدأ حكم النظام الثاني لحزب البعث العربي الاشتراكي بانقلاب في يوليو من عام 1968 بالتعاون مع صدام حسين الذي كان أحد قادة الانقلاب. تزايدت سلطة صدام حسين وتولّى رئاسة البلاد أخيراً في عام 1979. أطيح به في الغزو الذي قادته الولايات المتحدة في عام 2003.
في خمسينيات وستينيات القرن الماضي، دعم العراقيون والعديد من العرب فكرة وجود زعيم قوي «على غرار ستالين أو ماو أو هو تشي مينه أو كاسترو»، حيث نظروا إليه على أنه «منقذ سياسي» ذو سلطة كبيرة وحكم عادل.

### عبد الكريم قاسم ونظام «الضباط الأحرار» (1958-1963)
أحضر الانقلاب العسكري الذي أطاح بالملكية الهاشمية لعام 1958 «الجماعات الريفية المفتقرة للتفكير العالمي الموجود عند النخبة العراقية» إلى السلطة. امتلك القادة الجدد في العراق «عقلية إقصائية أدت إلى نشوب صراعات وتنافسات قبيلة، وهو الأمر الذي أدى للاضطهاد الداخلي».
فرّ مئات الآلاف من العراقيين خارج البلاد خلال أربع سنوات من ثورة 1958.
نشأ صراع على السلطة بين قادة الانقلاب العميدين عبد الكريم قاسم وعبد السلام عارف، حيث دعم حزب البعث عارف الذي كان مؤيداً للناصريين، بينما أيد الشيوعيون قاسم بسببه مواقفه المناهضة للاتحاد. في نهاية المطاف، خرج قاسم منتصراً فطرد عارف وقدّمه للمحاكمة بتهمة الخيانة. حكم على عارف بالإعدام في يناير من عام 1959 وأعفي عنه في ديسمبر من عام 1962.
جمع قاسم وحلفاؤه الشيوعيين 250,000 شخصاً من أنصارهم في الموصل في مارس من عام 1959، وذلك لأنه كان مدركاً لمخططات انقلاب بعض الضباط المعارضين لعلاقات قاسم المتزايدة مع الشيوعيين. لم ينجح الانقلاب في محاولاته أبداً، لكن نجح الشيوعيون في ذبح القوميين وبعض من عائلات الموصل. توصّل قادة حزب البعث إلى أن الاغتيال هو الوسيلة الوحيدة لإزاحة قاسم بعد عمليات القتل والشغب في كركوك. فشلت محاولاتهم في اغتياله بقيادة صدام حسين، حيث أصيب قاسم وردّ عن طريق تعزيز علاقاته بالشيوعيين وقمع حزب البعث وبقية الأحزاب القومية. بحلول عامي 1960 و1961، أدرك قاسم القوة المتزايدة للشيوعيين فتحرّك ضدهم، حيث طردهم من المناصب الحكومية العليا وقمع النقابات العمالية واتحادات الفلاحين وأغلق صحافتهم.

### أنظمة متعددة (1963- 1968)
سيطر حزب البعث على العراق بعد الإطاحة بقاسم في عام 1963. كان الحزب صغيراً فلم يحتوي على أكثر من 1000 عضو نشط ولم يمتلك برنامجاً متماسكاً، ويعود السبب إلى كونه متماسكاً في السابق بسبب معارضته لقاسم. أسس سعدي الذي كان زعيماً للبعثيين دولة الحزب الواحد ولم يتسامح أبداً مع الآراء المعارضة له. أطيح بحزب البعث بحلول شهر نوفمبر من عام 1963 من خلال انقلاب عسكري بقيادة مجموعة صغيرة من الضباط. تنقّلت السلطة في السنوات الخمس اللاحقة بين الضباط حتى عام 1968، حيث أعاد انقلاب آخر حزب البعث إلى السلطة.

### النظام البعثي في أيامه الأولى (1968- 1969)
سيطر كل من صدام حسين وبكر على الحزب بشكل متزايد بعد أن عاد البعثيون إلى السلطة. وعلى الرغم من كون بكر الرجل الأكبر سناً والأكثر شهرة بين الاثنين، إلا أن صدام «أصبح القوة المحركة للحزب» بحلول عام 1969.

## الصراعات العرقية
نتجت انتهاكات حقوق الإنسان في العراق عن النزاع بين حكام البلاد وبعض الأعضاء المتميزين في المجتمعات العرقية وخصوصاً الأكراد والعرب الشيعة. كما شعر العرب السنة بالغضب من الحكام لأسباب لا تتعلق بالصراع العرقي، حيث شغل أعضاء هذه الأقلية مناصب عليا في الأنظمة الحاكمة بعد عام 1985 كما اكتسبوا قوة كبيرة خلال سنوات صدام.

### الصراع مع الشيعة
وصف شفيق الغبرة معاملة الشيعة على أنها واحدة من أسوأ الأخطاء السياسية للأنظمة التي تلت عام 1958. كما كتب في عام 2001 أن أنظمة ما بعد عام 1958 رفضت «الأغلبية الشيعية وحقوقها ما أدى إلى إقصائها على الرغم من التزامها تجاه العراق».

### الصراع مع الأكراد
تكررت انتهاكات حقوق الإنسان في كردستان في ظل الأنظمة التي تلت الإطاحة بالملكية بعد عام 1958، حيث تعارضت القومية الكردية مع أهداف هذه الأنظمة العراقية المتعددة ما أدى إلى انتشار العنف بعد فشل المفاوضات السياسية.